# Silvia Stolz
Silvia Stolz (geb. 1980 in Dillingen a.d. Donau) ist eine deutsche Intendantin, Dramaturgin, Kulturwissenschaftlerin und Kulturmanagerin.

## Leben
Stolz studierte Dramaturgie sowie Theater- und Literaturwissenschaft bei Prof. Klaus Zehelein an der Ludwig-Maximilians-Universität München und der Bayerischen Theaterakademie August Everding. Sie diplomierte zur Dipl.-Dramaturgin mit einer Arbeit über Gegenwartsdramatik mit dem Titel "Wer spricht? Auf der Suche nach der Figur und dem Subjekt in der deutschsprachigen Gegenwartsdramatik."
Es folgte eine Weiterbildung zur Kulturmanagerin an der Leibniz Universität Hannover. An der Universität Hildesheim promovierte sie am Institut für Kulturpolitik bei Prof. Wolfgang Schneider mit der Dissertation „Theater der Distribution – Künstlerische und kulturpolitische Konzeptionen von Gastspielhäusern in der deutschen Theaterlandschaft“, die bei transcript veröffentlicht wurde. Darüber hinaus veröffentlichte sie zum Themengebiet des Theaters jenseits der Metropolen, so z. B. das Buch "Theater in der Provinz" bei Theater der Zeit oder "Theater muss für alle sein!" bei nachtkritik.de.
Nach Projekten am Theater Augsburg, Residenztheater, Metropoltheater München und dem Prinzregententheater in München führte sie das erste Engagement als Dramaturgin ans Stadttheater Ingolstadt. Ab 2009 folgte ein Engagement bei der Konzertdirektion Landgraf. Ab 2012 war sie als Kulturmanagerin für die Stadthalle Gifhorn tätig, bevor sie ab 2016 Leiterin der Abteilung Kommunikation und Dramaturgin am Landestheater Schwaben (Intendanz: Kathrin Mädler) war.
Von 2018 bis 2023 war sie Geschäftsführerin und Intendantin des STADEUM Kultur- und Tagungszentrum in Stade.
Im November 2023 übernahm sie die Intendanz des Stadttheaters Fürth. Bei einem Galaabend im Fürther Stadttheater anlässlich der Verabschiedung ihres Vorgängers Werner Müller bekam sie von diesem am 18. November 2023 als Symbol der Amtsübergabe ein goldfarbenes Modell des Theaters überreicht. Ihr erstes Programm für das Stadttheater Fürth stellte sie im April 2024 vor.